# Anicla mahalpa
Anicla mahalpa là một loài bướm đêm trong họ Noctuidae.